# Школа № 1544
ГБОУ г. Москвы «Школа № 1544» (ранее — Гимназия № 1544) — школа города Москвы. Расположена в районе Митино Северо-Западного административного округа.

## История
Гимназия была открыта в 1998 году как средняя школа с этнокультурным компонентом. В 2003 году получила статус гимназии. Большое внимание уделяется изучению русской культуры.
В 2007 году по итогам конкурса «Лучшая школа Москвы», проводимого в рамках нацпроекта «Образование», гимназия № 1544 вошла в пятёрку лучших школ города. В рейтинге лучших школ Москвы, составленном в 2012 году департаментом образования, гимназия № 1544 находится на 111 месте. В рейтинге лучших школ Москвы за 2012—2013 год гимназия занимает 124 место, в рейтинге за 2013—2014 год — 343 место.
Весной 2010 года в гимназии состоялся урок, посвящённый «Слову о полку Игореве», который совместно провели учителя из Минска и Москвы.
Общая численность учащихся составляет около 1416 человек. Кроме того, к гимназии относятся детские сады «Умка» и «Лукоморье».
Профильные дисциплины: русский язык, литература, английский язык, физика, информатика, обществознание, математика. С 2018 года Школа официально включена в городской проект «Инженерный класс в московской школе». В течение трёх лет Школа является претендентом для участия в проекте «Медицинский класс в московской школе».
Директор гимназии — Хыдырова Ирина Евгеньевна.